# Tuchola Żarska
Tuchola Żarska – wieś w Polsce położona w województwie lubuskim, w powiecie żarskim, w gminie Lubsko.
W latach 1975–1998 miejscowość administracyjnie należała do województwa zielonogórskiego.
Stanowi sołectwo obejmujące dwie wsie: Tuchola Mała i Tuchola Duża.

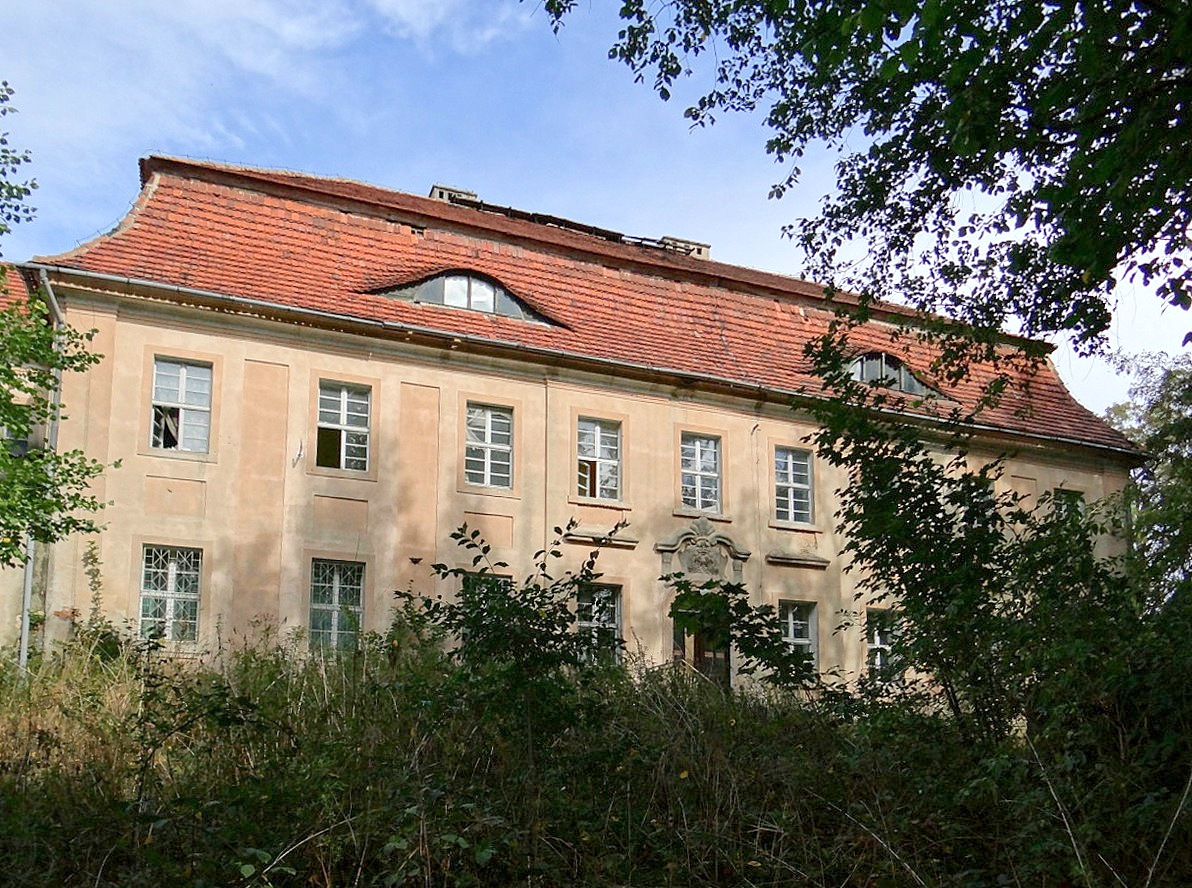
Barokowy pałac (1741)

## Zabytki
Do wojewódzkiego rejestru zabytków wpisane są:
- kościół ewangelicki, obecnie rzymskokatolicki filialny pod wezwaniem św. Stanisława Biskupa, z 1597 roku, przebudowany w 1750 roku
- zespół pałacowy, z 1741 roku, przebudowany w XIX wieku: 
  - pałac
  - park
  - stajnia dworska, z XVIII wieku, przebudowana w XIX wieku.

- leśniczówka z 1 poł XIX w